# マリオ・ランツァ
マリオ・ランツァ（Mario Lanza、本名：アルフレード・アーノルド・ココッツァ（Alfredo Arnold Cocozza）、1921年1月31日 - 1959年10月7日）は、アメリカ合衆国の歌手、映画俳優。力強い独特なテノールの歌唱でコンサート、ラジオ番組への出演等を通じ、時代の寵児となった。特に20世紀前半を代表する世界的な名歌手エンリコ・カルーソーの生涯をドラマチックに描いた伝記映画『歌劇王カルーソ』はランツァの人気を決定的なものとし、その後本格的なオペラ歌手を目指したが、身体と精神を患い夭折した。

## 来歴
- 1921年1月31日：ペンシルベニア州フィラデルフィア、イタリア人街の一角、クリスティアンストリート336番地に生まれる。[1]
- 1927年：セントメリー・マグダレーン・ディ・パッツィスクール　入学
- 1930年：親戚9世帯が同居していたが、祖父の支援で近くのマーシーストリート2040番地へ移り住み住環境が改善
- 1932年：ヴェア・ジュニアハイスクール　入学
- 1932年：1932年5月5日にフィラデルフィアのオーロラ協会が主宰したカルロ・ニコシア作のオペレッタ『愛の夢：（原題Amore-vita）』に出演。
- 1935年：サザンハイスクール　入学
- 1936年：フィラデルフィアのバリトン歌手、スカルドゥッツィオから指導を受ける
- 1938年：アイリーン・ウィリアムスに師事
- 1940年：フィラデルフィアフォーラムのハフ監督がセルゲイ・クーセヴィツキーに紹介
- 1942年：クーセヴィツキーの主宰するバークシャー音楽院へ入学
- 1942年：8月7日に『ウィンザーの陽気な女房たち』フェントン役で本格的な舞台デビュー、その翌日には『ラ・ボエーム』ロドルフォ役としても出演（第3幕のみ）[2]
- 1943年：兵役召集
- 1944年：RCAレコードの赤盤歌手として3,000ドルで契約
- 1946年：エンリコ・ロサティに師事
- 1946年：25,000人の聴衆を前にグラント・パークで行われたコンサートで、シカゴ・トリビューンの評論家クラウディア・キャシディから高く評価される。[3]
- 1947年：ジョージ・ロンドン、フランシス・イーンド（英語）との「ベルカント・トリオ」でアメリカ合衆国をはじめとする北米各地で86回のコンサートツアー凱旋
- 1947年：ハリウッド・ボウルに初出演
- 1947年：MGMのオーディションに合格し俳優としての7年間の専属契約を締結
- 1948年：4月8日と12日、ニューオリンズ・オペラ（英語）において『蝶々夫人』にピンカートン役で出演。（蝶々夫人は日系ソプラノの金沢富子）
- 1949年：映画『真夜中のキス』で映画初主演
- 1949年：RCAレコードにおける初商業録音
- 1950年：“Be My Love” でシングル全米ミリオンセラー
- 1951年：映画“歌劇王カルーソ”に主演
- 1951年：“ The Loveliest Night of the Year” で2回目のシングル全米ミリオンセラー
- 1951年：コカ・コーラをスポンサーにしたラジオでのマリオ・ランツァ・ショー
- 1952年：イギリス王室主催のロイヤル・コマンド・パフォーマンス映画部門に主演作品『Because You're Mine』が首位招聘される
- 1952年：“ Because You’re Mine” で3回目のシングル全米ミリオンセラー
- 1952年：MGMによって、1954年の契約終了までの間、全ての公演・録音を差し押さえられる。
- 1953年：MGMと和解し、RCAレコードでの録音を再開。
- 1954年：米CBSのテレビ番組に出演
- 1954年：ワーナー・ブラザースと契約
- 1957年：イタリアへ居を構える
- 1957年：イタリアでmaschera d'oroを授与
- 1957年：イギリス王室主催の“Royal Command Performance”に出演
- 1957年：最後となったコンサートツアー
- 1959年10月7日：ローマのヴィラ・ジュリア医院にて死去、38歳没

## キャリア

### 歌手として
父の影響で、幼少の頃から音楽に興味を持ち、歌唱やステージに興味を抱いていた。既に1932年に舞台に出演し、1940年にはプライベートレコーディングを行なっている。

クーセヴィツキーに推されオペラへの出演を果たし、歌手への道を歩み始めたばかりの1943年に招集されるものの、左目の視力が弱かったため戦場の第一線に呼ばれることは無く、慰問隊としてフランク・リュッサーのバラエティーショーに “On the Beam” に加わった。この頃、既に体重は118kgを越している。1943年秋には、若い兵士たちのやり取りを題材にして米陸軍が資金調達と啓発広報・士気高揚を狙って制作したモス・ハートによるミュージカル “Winged Victory” のコーラス隊に加わる。同作品は同年11月にブロードウェイを始めとする米各地で上演され、後に20世紀フォックスがジョージ・キューカーが監督を務め同タイトルで映画化されている。なお、映画化の際に、ランツァはノンクレジットで出演している。

1945年に正式に除隊後、商業歌手として未熟だったランツァは、RCAレコードの専属歌手としてトレーニングを重ね、その後に長い付き合いとなったコロムビアアーティストマネージメントのオペラツアー部門の監督であり指揮者であるペーター・ヘルマン・アドラー（英語）と出会う。
1945年10月にCBSラジオと契約し、"Great Moments in Music" に出演。この番組で、ランツァの全米における人気と知名度は確固たるものとなった。ベニャミーノ・ジーリが師事したエンリコ・ロサァティも「ジーリ以来34年間、私はこのような声を待っていた。」とランツァを高く評価し、15ヶ月に亘る指導を施した。テノーレ・リリコ・スピントとしてのランツァはここで名実ともに確立された。

ランツァがステージ歌手として大きな成功を収めたのは、RCAが商業的に画策し、1947年7月から全米の中小都市で巡業を行ったジョージ・ロンドン、フランシス・イーンド（英語）との “ベルカント・トリオ” による全米ツアーであり、公演は全米各地で大きな成功を収めている。 　
また1947年8月28日に行われたハリウッド・ボウルでのコンサートは大成功を収め、映画スターとしてデビューするきっかけともなった。

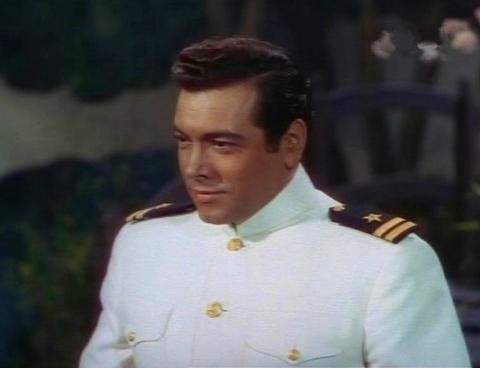
1950年　映画『ニューオリンズの美女』の劇中劇『蝶々夫人』でのピンカートン役

このようにエンターテイメント歌手としては、瞬く間に頂点を極めたランツァだったが、本来目指していたはずの国際的な歌劇場へのオペラ歌手としてのメジャーデビューは生涯叶わなかった。正式に歌劇場で主役級を演じたのは1948年にニューオリンズ・オペラ（英語）で、たった2回の『蝶々夫人』ピンカートン役だけだった。この公演にマスコミは高評価を与えたが、同劇場での翌年の契約にあった『椿姫』へのアルフレード役での出演は、結局のところ1年のうちに習得することができず、自らキャンセルしている。

1950年のシーズンに、メトロポリタン歌劇場、ウォーメモリアル・オペラハウスから出演依頼を受ける中、ミラノ・スカラ座の音楽監督である名指揮者ヴィクトル・デ・サバタは自らロサンジェルスにあるランツァの自宅を訪問し、1950年-51年シーズンの『アンドレア・シェニエ』でのタイトル・ロールを打診してきているが、いずれも断っている。ランツァはこのオファーについて、「大変な名誉ではあるが、イタリアでデビューするのなら最初からスカラ座というのではなく、もっと小さな劇場で数々の役をこなし、自らを研鑽した上で大きな劇場で歌ってみたい」と話している。

この後、1950年代前半は、映画やテレビ・ラジオへの出演とレコード歌手としての日々が続き、オペラ歌手として出演を果たす機会がやってきたのは晩年、イタリアへの移住後であった。1958年にローマ歌劇場の支配人、エヴェン・ヴィターレは、本格的なオペラへの出演を画策し、1960年-61年シーズンに『トスカ』のカヴァラドッシ役での出演を依頼したが、叶わぬ夢に終わっている。

1958年、イタリア移住後にも欧州でコンサートツアーを行い、ベルギー・オランダ・フランスを訪れたが概ね成功裏に終了、1958年4月13日にドイツのキールで行われた演奏は事実上、公の場における最後のリサイタルとなった。

### 映画への出演
1947年8月28日に行われたハリウッド・ボウルでのコンサートの成功において、MGMの創業者であり、当時ハリウッドの大物プロデューサーであったルイス・B・メイヤーがランツァの才覚を認め、MGMのオーディションに招聘する。同年8月30日に行われたオーディションに合格し、ランツァは6本の映画出演に関する報酬とその歌唱力に対して総額約30万ドルを得た。

1949年に公開された『真夜中のキス』は、ランツァがシンデレラ・ボーイを演じる他愛のない音楽劇だったが、MGMの宣伝力とランツァの人気に支えられ成功を収め、第2作の『ニューオリンズの美女』も続いて興行的に成功裏に終わった。劇中歌の“ Be My Love” は現在でもランツァの代表的な曲として知られており、当時のシングル全米ミリオンセラーも記録している。ランツァの欧州と日本における知名度を確立したのは、1951年には制作されたエンリコ・カルーソーの伝記映画『歌劇王カルーソ』である。実在のカルーソーの評伝記からはかなりフィクション化されているものの、実際のランツァ像にも重ね写すことのできるシンプルなサクセスストーリーが幅広い層に好ましく受け止められた。パヴァロッティはこの映画との出会いが、歌手を志す大きなきっかけになったと語っている。

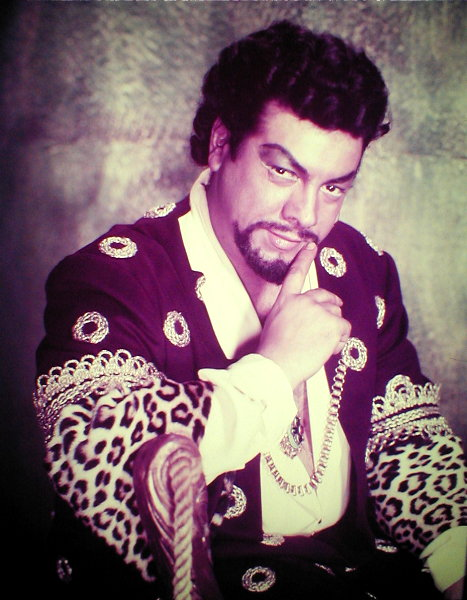
1956年　映画『セレナーデ』の劇中劇でのオテロ役

翌年の『Because You're Mine』でも劇中歌は最終的にミリオンセラーを記録し、イギリスではロイヤル・コマンド・パフォーマンスに招聘されるほどの評価を得たが、作品の内容は朝鮮戦争下の時勢をやや写しこんで企画構成されており、惰性的にランツァの歌唱力を引き出すためと、契約履行のために制作された感が強い。そして、本作はMGMにおける事実上の最後の主演出演作となり、この後メイヤーの失脚とともにランツァはMGMのスターとしての座を失うことになる。

MGMは次作となる『皇太子の初恋 The Student Prince (film)』の制作に取り掛かり始め、録音を先行させたが、既に体重の急激な変化による体調不良や、精神的な不安定により、度重なるリハーサルへのキャンセルを繰り返したランツァの挙動によって同作品の制作は一旦中止となる。MGMはランツァに対して損害金を求め、またその他のラジオ番組等への出演も差押えたため、ランツァは経済的にも精神的も窮地に立たされた。1953年には、収録した歌唱部分の音声のみを利用し解決することで双方は和議を図り、ランツァはMGMから自由契約となった。なお、『皇太子の初恋』はイギリスのシェークスピア俳優であるエドマンド・パードムの主演によって1954年に映画化され、実際に歌唱部分へランツァの吹き替えを充てている。

ワーナー・ブラザースは、ジェームズ・M・ケイン原作の『セレナーデ』の映画化をランツァに提案し、元々の同性愛者の苦悩を描いた原作のテイストにランツァは拒否感を示した。ワーナー・ブラザースは原作を大幅に書き換えることに譲歩し、同作品は1956年に公開されたが、ストーリー自体が、やはりシンデレラ・ボーイ的な要素を多分に含むメロドラマであり、ランツァの歌唱力に頼りきっていた内容的に希薄な構成であったためMGM時代のような大きな反響を得ることは無かった。

1958年、イタリアのティタヌスとMGMによる『ローマの七つの丘』に出演するが、日本でも広く知られるポピュラーヒット曲となった劇中歌の “Arrivederci Roma” 以外には話題性も低かった。　

遺作となった映画作品は『For the First Time』で、ベルリンやザルツブルクの歌劇場で撮影された劇中劇の道化師やオテロのアリア歌唱部分が貴重な記録として残されている。

なお、最晩年にカテリーナ・ヴァレンテとの共演や『ロビン・フッド』のミュージカル版への出演なども模索されていたが、いずれも正式な企画段階にまでも及んでいない。

## 評価
没後50年を超える今でも数多くの研究やアーカイブの発掘が進められ、また活発なファンクラブや関連サイトでの交流が行われていることから、アメリカ音楽界における存在の意味は大きい。また、3大テノール（パヴァロッティ・ドミンゴ・カレーラス）がランツァの功績を讃え、度々その旨をメディアに向け発言し、ランツァに対しての再評価がなされている。

しかし、生前から正統派テノール歌手としてのランツァには厳しい評価が下されていたことも事実であり、1951年の8月6日号のタイム誌ではカバーを飾ったが、誌中の匿名記事は、必ずしも好意的とは受け取りにくく、ランツァの歌唱スタイル上の欠陥を指摘し、「このままではその美声も失うのではないかとの懸念」や、「オペラ歌手として要求される知性に欠けるのではないか」と冷ややかに評している。

同時代の共演者、リチア・アルバネーゼは、「ランツァは素晴らしいリリコスピントの歌手であり、カルーソーに次ぐテノール歌手であり、ステファーノの上に位置する」と語っているが、きちんとしたコーチが必要であったことも指摘しており、　同様のことはベルカント・トリオを組んだジョージ・ロンドンからも指摘されている。
日本では『歌劇王カルーソ』以外の映画が今日にまでテレビ放送等を含めて正式に公開されることが無く、またLPレコードの時代からも国内盤があまりリリースされなかったため、正しく評価される機会が無かった。

## 私生活

### 経済的苦境と健康上の問題
1952年、マネージャーを務めていたサム・ワイラーの横領と非計画的な投資による経済破綻を迎える中、米国 IRSから25万ドルを超える納税通告を受け、経済的的に疲弊していた。加えてこの頃、映画出演におけるキャンセルに関しての慰謝料の請求等、経済的な苦難を迎えていた。また、1955年にこの問題を解決しつつあった頃にも、再びラス・ヴェガスのホテル ニューフロンティアでの出演キャンセルに伴う慰謝料を請求され、再び経済的な窮地に至っている。

キャンセルに関しては、いずれも健康の自己管理に関して怠惰だったことが災いしており、晩年にまで続く暴飲暴食による体調不良は最終的に彼を若くして死に追いやった要因でもある。

### 晩年
1957年5月、マリオ・ランツァは妻子と共にイタリアのローマへ移住する。映画に関しても興行的な成功を別にすればほぼ順調に進み、ヨーロッパでのコンサートツアツアーは成功裏に進んだ。しかし、予てからの健康上の問題は更に悪化し、静脈炎、高血圧、痛風などさまざまの不調が彼を苛んだ。移住後も食生活と飲酒の習慣を改善しなかったために、1959年4月には軽度の心臓発作で入院、療養中の8月にも二度の肺炎を併発した。同年10月7日、肺塞栓症のためローマの病院で亡くなったが、アルコールと薬物への過度な依存と当時流行していたトワイライトスリープという薄暮睡眠型のダイエットを強行していたこと等が影響していたと思われる。38歳没。ランツァの墓はアメリカ、カリフォルニア州のカルバーシティーにあるホーリー・クロス墓地にある。

### 家族

#### 両親
イタリア系移民の家に一人っ子として生まれた。父のアントニオ・ココッツアは1893年にイタリア王国モリーゼ州イゼルニア県、フィリニャーノ 生まれ、12歳の時にアメリカへ移民し、ビクタートーキングマシン社に勤めた。

母のマリア・ランツァは1903年生まれで南部のアブルッツォ州ペスカーラ県トッカ・ダ・カサウル出身。6歳の時に母と共に渡米した。

二人は1920年に結婚、しかし父は第一次世界大戦に米兵として出征した際にミューズ・アルゴンヌ戦線で負傷し、帰国後に退役軍人としての給付金を受け取る生活が続き、裕福とは言えない生活が続いた。父はオペラをこよなく愛しており、自宅で好きなオペラのレコードを聴くことを心の拠所としていたが、このことは、ランツァの幼少時に大きく影響を与えている。

母は当初は安定した生活を望み、一度はランツァをプレップスクールに送り弁護士としての途を進むことを諭すが、無理強いすることはなかった。なお、二人は早逝したランツァ夫妻の死後、残された四人の子供達を全員引き取り、アントニオは1970年に、マリアは1975年に、カリフォルニアで息を引き取った。

ステージネームは、父と母の旧姓を取り入れ、アル・ココッツアやフレッド・ランツァ等を考えたが、最終的に母が歌手になりたかった思いを込めてからの「私が歌手になりたかった想いを繋げてほしい」との申し出を受け、母の名前を男性称で読みマリオに、そして苗字を母方の旧姓ランツァに決め、“マリオ・ランツァ”に決めた。

#### 妻子
ランツァは1945年に戦友の妹、ベティ・ヒックス（本名：エリザベス・ジャネット・ヒックス）と結婚し4人の子供を儲けたがその3人は若くして亡くなっている。また。ベティも、ランツァがイタリアで客死した後失意のうちにアメリカへ帰国。翌1960年に薬物とアルコール依存症で亡くなった。

- コリーン（長女）：1948年12月9日生まれ、歌手の途を歩み、1971年に故ヴェネズエラ大統領 カルデラの甥と結婚するが間もなく離婚。その後は、舞台脚本家になり1977年に再婚、1997年8月4日に交通事故で死去。
- エリサ（次女）：1950/12/3 -
- デイモン・アンソニー（長男）：1952年12月12日生まれ、2008/8月16日に心臓発作で死去
- マルク（次男）：1954年5月19日生まれ、1991年6月27日 に心臓発作で死去。

※デイモンとマルクの二人は不動産を売却し飲食業への事業展開を試みたが思うような成功は収められなかった。

## 映像

### 映画
ランツァは7本の映画に主役で出演し、他には歌唱部分のシンクロのみでの出演作が1本。また正式なデビュー前にノンクレジット出演している。
| 制作年 | 制作会社                                                    | 題名【日本公開時の題名】                                                            | 役名                      | 監督                     | 共演                                         | 興行収入／当時      |
| ------ | ----------------------------------------------------------- | ----------------------------------------------------------------------------------- | ------------------------- | ------------------------ | -------------------------------------------- | ------------------- |
| 1944年 | 20世紀フォックス                                            | Winged Victor（英語）                                                               | ノンクレジット            | ジョージ・キューカー     | エドモンド・オブライエン、ジュディ・ホリデイ |                     |
| 1949年 | MGM                                                         | That Midnight Kiss（英語）                                                          | トラックの運転手 ジョニー | ノーマン・タウログ       | キャサリン・グレイソン                       |                     |
| 1950年 | MGM                                                         | The Toast of New Orleans（英語）                                                    | 漁夫のぺぺ                | ノーマン・タウログ       | キャサリン・グレイソン、デビッド・ニーブン   |                     |
| 1951年 | MGM                                                         | The Great Caruso【歌劇王カルーソ】                                                  | エンリコ・カルーソー      | リチャード・ソープ       | アン・ブライス（英語）                       | 450万ドル（米・加） |
| 1952年 | MGM                                                         | Because You're Mine（英語）                                                         | 従軍中の歌手レナート      | アレクサンダー・ホール   | ドレッタ・モロー（英語）                     | 420万ドル（米国内） |
| 1956年 | ワーナー・ブラザース                                        | Serenade（英語）                                                                    | ぶどう畑の農夫ダモン      | アンソニー・マン         | ジョーン・フォンテイン                       | 150万ドル（米国内） |
| 1958年 | ティタヌス（伊） MGM（米）                                  | Arrivederci Roma《イタリア公開時》（伊語） Seven Hills of Rome 《米公開時》（英語） | マルク                    | ロイ・ロウランド（英語） | マリサ・アラスィオ（伊語）                   |                     |
| 1959年 | MGM（米） コンスタンティン・フィルム（独） ティタヌス（伊） | For the First Time（英語）                                                          | トニオ                    | ルドルフ・マテ           | ザ・ザ・ガボール                             |                     |

MGMが、創立50周年を記念して1974年に製作したミュージカル作品のアンソロジー『ザッツ・エンターテインメント part I』では、『The Toast of New Orleans（英語）』のワンシーンからキャスリン・グレイソンと“ Be My Love” をデュエットするシーンと創立25周年の祝賀パーティに参席したランツァの映像を視ることができる。

### テレビ

#### 本人の出演記録
- CBS Shower of Stars Show ：1954年
- CBS Shower of Stars Show：1954年10月28日
- The Christopher Program filmed in the Vatican：1954年10月31日
- A Star's Arrival in London: 1957年11月14日(ニュース映像)
- Sunday Night at the London Palladium：1957年11月24日
- Ed Sullivan Show：1958年1月

#### ドキュメンタリー
- PBS制作　『Mario Lanza: The American Caruso』（1983）　ナレーターはプラシド・ドミンゴ
- 英 A Calliope Media Production制作　『Mario Lanza - SingingTo The Gods』（2005）　放送はBBC Wales

## 録音
スタジオ録音と放送用音源としての記録をあわせると1949年から亡くなるまで、426曲の録音が残されており、近年は正規盤の他にラジオショーのオンエアチェック等を含む放送音源を中心とした非正規の録音音源もリリースされている。

### 国内盤

#### マリオ・ランツァ名唱集：BMG JAPAN
【ランツァ／学生王子のセレナード＆フニクリ・フニクラ〜マリオ・ランツァ名唱集：BMG JAPAN】
※　RCA100周年記念企画、RCAレッド・シール・ヴィンテージ・コレクションとして発売された。

【収録曲】
1. フニクリ・フニクラ（トゥルコ〜デンツァ）
2. 君に告げよ（フスコ〜ヴァルヴォ）
3. マリア・マリ（ルッソ〜ディ・カプア）
4. 夜の声（ラルディーニ〜デ・クルティス）
5. 私のために歌っておくれ（ボヴィオ〜デ・クルティス）
6. 恋に落ちた兵士（カリファーノ〜カニオ）
7. お母さんよどうしたのかしら（ガバルド〜カンバルデルラ）
8. はるかなるサンタ・ルチア（マリオ）
9. 輝く窓辺（作曲者不詳）
10. 君を求めて（ボヴィオ〜デ・クルティス）
11. 五月の夜（ピサノ〜チオフィ）
12. 情熱（ボヴィオ〜タリアフェリ〜ヴァレンテ）
13. 歌劇「道化師」〜衣装をつけろ（レオンカヴァルロ）
14. 歌劇「トスカ」〜星も光りぬ（ヴェルディ）
15. 歌劇「リゴレット」〜女心の歌（ヴェルディ）
16. 歌劇「ジョコンダ」〜空と海（ポンキエルリ）
17. ミュージカル「学生王子」〜セレナード（ロンバーグ）

【演奏】

1.‐12.　管弦楽団＆合唱団

13.‐16.　RCAビクター管弦楽団／指揮：コンスタンティン・カリニコス

17.　管弦楽団／指揮：コンスタンティン・カリニコス

【編曲】　

1.、4.、5‐8.、12：エンニオ・モリコーネ

2.、3.、9.‐11.：カルロ・サヴィーナ

【録音】：1.‐12.＝1958年11月〜12月、イタリア／13.‐15.＝1950年5月15日、16.＝1950年5月29日／17.＝1954年]

#### マリオ・ランツァ・ベスト
【MARIO! LANZA AT HIS BEST/THE VAGABOND KING／フニクリ・フニクラ〜マリオ・ランツァ・ベスト：BMG JAPAN】
※　HybridCD盤で発売されたアルバム。RCAからLP時代に発売されていた[LIVING STEREO]シリーズのイメージを復刻した。
【収録曲】
1. フニクリ・フニクラ　　　　　（デンツァ）
2. 君に告げよ　　　　　　　　　（ファルボ）
3. マリア・マリ　　　　　　　　（カプア）
4. 夜の声　　　　　　　　　　　（クルティス）
5. 私のために歌っておくれ　　　（クルティス）
6. 恋に落ちた兵士　　　　　　　（カニオ）
7. お母さんよどうしたのかしら　（ガンバルデルラ）
8. はるかなるサンタ・ルチア　　（マリオ）
9. 輝く窓辺　　　　　　　　　　（コットラウ）
10. 君を求めて　　　　　　　　　（クルティス）
11. 五月の夜　　　　　　　　　　（チオッフィ）
12. 情熱　　　　　　　　　　　　（ヴァレンテ）
13. ミュージカル「放浪の王者」から『乾杯の歌』　（ラスキン）
14. ミュージカル「放浪の王者」から『いつの日か』（ラスキン）
15. ミュージカル「放浪の王者」から『ラブミー・トゥナイト』（ラスキン）
16. ミュージカル「放浪の王者」から『一輪の薔薇』（ラスキン）
17. ミュージカル「放浪の王者」から『トゥモロー』（ラスキン）
18. ミュージカル「放浪の王者」から『ラブ・フォー・セール』（ラスキン）
19. ミュージカル「放浪の王者」から『狩』（ラスキン）
20. ミュージカル「放浪の王者」から『ノクターン』（ラスキン）
21. ミュージカル「放浪の王者」から『オーケストラによる間奏曲とノクターン』（ラスキン）
22. ミュージカル「放浪の王者」から『ユゲットのワルツ』（ラスキン）
23. ミュージカル「放浪の王者」から『ヴァガボンドの歌』（ラスキン）
24. ミュージカル「放浪の王者」から『フィナーレ』（ラスキン）

【演奏】

マリオ・ランツァ（テノール）

1.-12.:フランコ・フェラーラ指揮管弦楽団・合唱団［合唱指揮：フランコ・ポテンツァ］

13:コンスタンティン・カリニコス指揮管弦楽団・合唱団（合唱指揮：ラルフ・ハンター）

【編曲】

1、4-8、12、13（2）（5）（6）（8）（11）（12）：エンニオ・モリコーネ

2、3、9-11、13（10）：カルロ・サヴィーナ

【録音】：1958年11月〜12月（1-12）、1959年7月（13）、イタリア

### 海外盤
下表の正規盤以外に、1951年6月10日、同10月15日、そして1952年3月7日のラジオ公開録音が完全に残されており、
様々なレーベルから発売されている。
- Be My Love BMG/RCA VICTOR
- Blockbusters from the Movies BMG/RCA VICTOR
- Christmas Hymns and Carols RCA Camden
- Christmas with Mario Lanza BMG/RCA VICTOR
- Don't Forget Me BMG/RCA VICTOR
- Double Feature Vol 1: For The First Time BMG/RCA VICTOR
- Great Caruso/Caruso Favorites BMG/RCA VICTOR
- Greatest Hits BMG/RCA VICTOR
- Lanza Sings Christmas Carols BMG/RCA VICTOR
- Legendary Tenor BMG/RCA VICTOR
- Live From London BMG/RCA VICTOR
- Mario! Lanza at His Best BMG/RCA VICTOR
- Mario Lanza Sings Caruso BMG/RCA VICTOR
- Mario Lanza Sings Christmas Carols BMG/RCA VICTOR
- The Mario Lanza Collection [Boxed Set] BMG/RCA VICTOR
- Student Prince/Desert Song BMG/RCA VICTOR
- The Student Prince BMG/RCA VICTOR
- You'll Never Walk Alone BMG/RCA VICTOR